# 息っ子クラブ
息っ子クラブ（むすっこクラブ）は、1986年にシングル「僕達のSEASON」で歌手デビューした日本の男性アイドルグループ。1987年2月15日に行われた武道館コンサートをもって解散した。

## 略歴
フジテレビ系列で放送していたバラエティ番組である『夕やけニャンニャン』（以下『夕ニャン』）にてオーディションを行い、おニャン子クラブ（以下「おニャン子」）の男性版が結成された。
織田裕二もオーディションを通過しメンバーになる予定だったが、映画俳優志向のため辞退。篠崎裕利がメンバー入りした。また、奥田民生やつんく♂もオーディションに参加していた。
クリス松村もレコード会社に呼ばれるまで、オーディションを通過するが、年齢をごまかしていたためわざと下手に歌い不合格になった。
以下の理由により、「おニャン子のメンバーとは『おはようございます』『お疲れ様でした』以外の会話は厳禁」（要するに、仕事以外の会話は禁止）という決めごとがされ、おニャン子メンバーとの交際も禁じられていた。
1. 当時おニャン子メンバーの多くが学校在籍者を中心とした未成年者であり、ゆえに青少年保護育成条例に抵触する恐れがあるため。
2. おニャン子メンバーへの情が移ったり、周囲[注釈 2]からの反感を受けるのを防ぐため。
3. おニャン子・息っ子ともに、芸能人および一人間としてのモラル向上のため。

しかし、実際は番組のスタジオ以外のロケ車などでは普通に会話していたという。
当時男性アイドルグループがジャニーズ事務所（現：SMILE-UP.、以下「ジャニーズ」）の独擅場だったことや、メインでのレギュラー番組『夕食ニャンニャン』のネット局が少なかったことや視聴者の多くが男性ファンだったためか、おニャン子のような爆発的な人気は得られず解散している。もっとも夕ニャン自体にシブがき隊のメンバーが登場していたことなどから、ジャニーズ側は必ずしも敵対的ではなかったとされるが、短期間での解散についてはジャニーズからの横槍説も囁かれた。
2016年に結成30周年を迎え、9月3日に四谷Honey Burstにて「息っ子クラブ 30周年 一夜限りの復活LIVE!」と題し、一日限定の再結成ライブを開催し、新曲「ウエルカムKISS」を披露した。このライブを機に雫を除く6人での音楽活動を再開する。
2017年7月29日、復活LIVEの追加公演が同会場にて2公演行われた。
2018年8月24日、公式サイト開設（2023年10月現在リンク切れ）。
2019年10月26日、配信限定で33年ぶりのシングル「真っ白いパレット」をリリース。
2020年10月3日、日本テレビのトークバラエティ番組『有吉反省会』「昭和・平成・令和アイドル事件簿ランキングベスト25」第7位にランキングされ、メンバー6人（雫以外）がリモート出演。当時の思い出や反省の他、現在の活動について語った
。
2023年10月現在、SNSを活用して活動を報告している。また、不定期ではあるがInstagramでライブを配信することもある。

## メンバー
おニャン子が会員番号制であったのに対し、息っ子クラブは背番号制であった。
1. 背番号1：沢向要士（さわむかい ようじ、1966年9月1日 - ） - エイプリル・ミュージック（現ソニー・ミュージックアーティスツ）所属となり、1987年5月2日にCBS・ソニーから「沢向要士 THE BURST」としてソロ・デビュー。その後もテレビドラマやVシネマなど俳優業をメインにしながら歌手活動を行っている。2000年代に一旦芸能活動を休止していたが、2009年に澤向要進と表記を改め芸能活動を再開。
2. 背番号2：並木秀介（なみき しゅうすけ、1968年4月15日 - ） - 俳優養成機関を卒業し、劇団「大人の麦茶」に所属。俳優・CMモデルとして活動。
3. 背番号3：岩城憲（いわしろ けん、1967年6月13日 - ） - 芸映に所属。1987年6月にフォーライフから「岩城憲 & Tears Project」としてソロデビューし歌手活動を行い、「Rainy Night Cruising」が13位（3.1万枚）、「NON-STOP PASSION」（17位、3.1万枚）の2曲がオリコントップ20に入り、息っ子クラブ以上の売上成績を挙げた。グリコ「アーモンドチョコレート」のCMで南野陽子の相手役として出演。その後、音楽プロデューサーに転進し活動中。
4. 背番号4：雫廣充（しずく ひろみつ、1968年2月16日 - ） - 芸能界を引退。芸能事務所を経営していたが、現在は消息不明。
5. 背番号5：佐藤吉紀（さとう よしのり、1970年2月11日 - ） - グループのセンターポジション。解散後も単独で『夕やけニャンニャン』に出演したが、数年後に芸能界を引退。
6. 背番号6：篠崎裕利（しのざき ひろとし、1967年8月5日 - ） - 当時は日本大学生産工学部に通う現役大学生であった。解散と同時に芸能界を引退。現在はネクスコ東日本エンジニアリングに勤務している。
7. 背番号7：清水光（しみず こう、1968年9月24日 - ） - 約1年間雑誌モデルとして活動したのち息っ子クラブに加入。当時は現役高校生であった。校則が厳しく初回放送には登場できなかったが、のちに出演を認められた。解散と同時に芸能界を引退。

## 作品
発売はEPIC・ソニー

### シングル
1. 僕達のSEASON （1986年9月5日）
作詞：秋元康／作曲：東郷昌和／編曲：新川博
B面：彼女はガールフレンド ※「佐藤吉紀 with 息っ子クラブ」名義
オリコンシングルチャート最高19位、2.9万枚
2. ちょっと辛いあいつ（1986年12月12日） - フジテレビ系アニメ『ハイスクール!奇面組』エンディングテーマ[注釈 3]
作詞：秋元康／作曲：長畠ぜんじ／編曲：矢島賢
B面：気紛れな君が好き ※「佐藤吉紀 with 息っ子クラブ」名義
オリコンシングルチャート最高28位、2.1万枚

### 再結成後
1. 真っ白いパレット（2019年10月26日） - 配信限定

### アルバム
7 JUNK BOYS（1987年1月21日）
1. 前略I LOVE YOU
2. 僕達のSEASON
3. 迷走の街
4. JUNGLE BOY
5. 彼女はガールフレンド
6. 愛に胸をはって
7. ちょっと辛いあいつ
8. 星の逃亡者
9. ME・CHA・SHE
10. 温室そだちのメロン達
11. 気まぐれな君が好き
12. 君を抱いてみたい
オリコンアルバムチャート最高順位：（LP）16位（CD）48位（CT）26位

### ビデオ
7 JUNK BOYS（1987年2月15日）

## 出演

### バラエティー
- 夕やけニャンニャン（1986年5月 - 1987年2月、フジテレビ） - 佐藤のみ解散後も継続して出演
- 夕食ニャンニャン（1986年5月 - 9月、フジテレビ）
- ものまね王座決定戦（1986年5月 - 11月、フジテレビ）

### ドラマ
- 月曜ドラマランド「もしかして婚約者!?」（1986年8月）